# Campanha presidencial de Jair Bolsonaro em 2022
A campanha presidencial de Jair Bolsonaro em 2022 foi oficializada em 24 de julho de 2022 no Rio de Janeiro. O vice na chapa foi Walter Braga Netto como candidato da federação. O presidente Jair Bolsonaro, eleito em 2018, disputou sua reeleição. No segundo turno das eleições, Jair Bolsonaro foi derrotado por Luiz Inácio Lula da Silva com 50,90% dos votos válidos contra 49,10%, tornando-se assim a primeira campanha à reeleição de um presidente brasileiro a não ser bem sucedida.

## Antecedentes
Em 26 de junho de 2022, o presidente da República Jair Bolsonaro (PL) anunciou em uma entrevista ao canal no YouTube do Programa 4x4, da Jovem Pan News, que iria indicar Walter Braga Netto (PL) para ser seu vice na chapa presidencial nas eleições presidenciais de 2022. Em 24 de julho de 2022, o Partido Liberal que Bolsonaro disputaria a presidência da República pela segunda vez, o segundo mandato e Braga Netto a vice. Foi realizada no Maracanãzinho, na Zona Norte do Rio de Janeiro.

## Plano de governo
O programa do presidente Jair Bolsonaro, candidato à reeleição, defende uma agenda de incentivo ao empreendedorismo, desburocratização, desestatizações, simplificação tributária, manutenção da atual legislação trabalhista e garantia do processo de consolidação fiscal como pilares para o desenvolvimento do país. Em seu plano de governo de 48 páginas, Bolsonaro cita 157 vezes o termo “vida” e 55 a palavra “liberdade”. Ele abre o eixo estratégico da pasta com a citação de que esses dois preceitos serviram como premissa e diretriz central para a formulação de sua gestão, caso reeleito. Bolsonaro também fala em proteção aos cidadãos e cita o que ele chama manutenção de valores tradicionais na sociedade: “Deus, Pátria, Família, Vida e Liberdade”.

Cartaz da campanha de Bolsonaro e Braga Netto.

Para garantir a “liberdade” econômica, Bolsonaro argumenta que é fundamental estimular o empreendedorismo e pretende incentivar, por meio de políticas públicas, ações de financiamento e assistência técnica. Pretende, nesse sentido, “fortalecer a educação profissional, tecnológica e a Ensino Superior, para aproximá-las das necessidades sociais, regionais e do mercado de trabalho” e irá investir em capacitação e qualificação dos brasileiros, tendo em vista a revolução tecnológica e algumas profissões que tem se tornado obsoletas em razão dela. Bolsonaro fala em garantia da “segurança jurídica” e combate a “abusos empresariais e de sindicatos, que também não podem ter a capacidade de agir como monopólios”.[carece de fontes?]
Além da liberdade econômica e religiosa, o presidente defende a liberdade de expressão, inclusive nas redes sociais. E o direito das pessoas ao "uso da força" e de armas de fogo “para evitar injusta agressão".  Bolsonaro ainda escreve no plano de governo que a “força dissuasória” do acesso às armas de fogo contribui para a política de segurança pública, para a pacificação social e a preservação da vida.[carece de fontes?]
O plano de Bolsonaro menciona que a geração de emprego e renda permite que as pessoas “possam desfrutar de uma vida digna e, ao mesmo tempo, contribuam na geração de riqueza coletiva no país”. O candidato quer ainda preservar o que pontua como direitos básicos de qualquer funcionário, entre eles, a saúde no ambiente da empresa e o respeito à “dignidade humana” e bem-estar social e reduzir a taxa de informalidade, que está na casa dos 40%, conforme informações do plano de governo. Um dos compromissos prioritários do governo reeleito será a manutenção do valor de R$ 600 para o Auxílio Brasil a partir de janeiro de 2023. Além disso, a gestão garante que aquelas famílias em que o responsável familiar for registrado no mercado formal não perderão o direito ao benefício do programa de transferência de renda, além de receberem um bônus de 200 reais.[carece de fontes?]

Na saúde, o plano é fortalecer a atenção primária, com um trabalho interdisciplinar de promoção à saúde, além de melhorar a gestão do Sistema Único de Saúde (SUS), com articulação entre os setores público e privado. A proposta é expandir a assistência social, no combate a todas as formas de violência e abandono de mulheres, crianças e adolescentes, pessoas idosas e com deficiência e vulneráveis. Na educação, os objetivos incluem melhorar a posição brasileira nos diversos rankings internacionais e desenvolver a educação em áreas como inteligência artificial e segurança cibernética, agregando valor à economia e melhorando a empregabilidade dos jovens. O novo mandato de Bolsonaro prevê também investimentos para recuperar o ensino de estudantes afetados pela pandemia e o compromisso com a aprovação do Plano Nacional do Desporto e com a implantação do Sistema Nacional de Cultura.

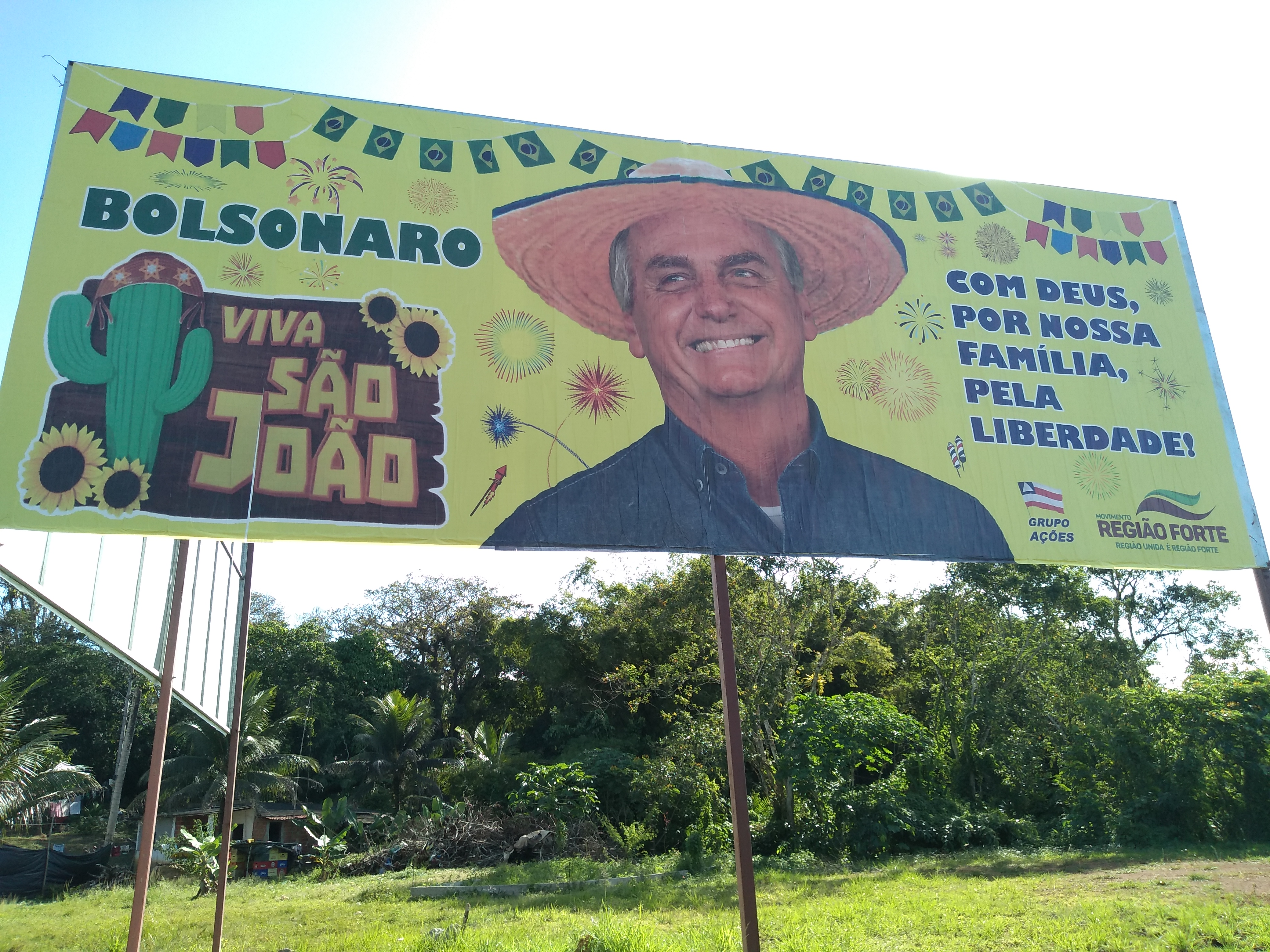
Propaganda em Ilhéus, junho de 2022

O documento diz que o eventual segundo mandato de Bolsonaro terá, na área ambiental, o "propósito central promover a conservação e o uso sustentável dos recursos naturais" e defende conciliar "a preservação do meio ambiente com o desenvolvimento econômico e social". Bolsonaro aponta que o Brasil, "em função de seu território conter grandes e diversificados biomas, tem função relevante" no esforço internacional para a preservação ambiental. Sobre a Amazônia, o plano aponta que a região possui "riquíssimos recursos naturais, muitos deles fundamentais para parte expressiva do mundo" e que, por isso, "é alvo de cobiça estrangeira e palco de crimes, notadamente ambientais". Ele defende que o país "deve apoiar e participar de todas as iniciativas julgadas coerentes, realistas e socioeconomicamente viáveis para contribuir para o futuro do planeta". Entretanto, aponta que devem ser considerados "valores", "peculiaridades de biodiversidade" e "realidades econômicas regionais", além dos "interesses nacionais e internacionais" e a soberania territorial brasileira. Para combater a criminalidade na região, ele propõe ampliar o número de bases na Amazônia e torná-las fixas e permanentes. Bolsonaro afirma que, se for reeleito, haverá um fortalecimento das ações de combate ao crime organizado e de outras ameaças à segurança e defesa nacional. Para isso, diz, será utilizado um “amplo espectro de tecnologias”, como drones, inteligência artificial e perícia forense.

## Campanha

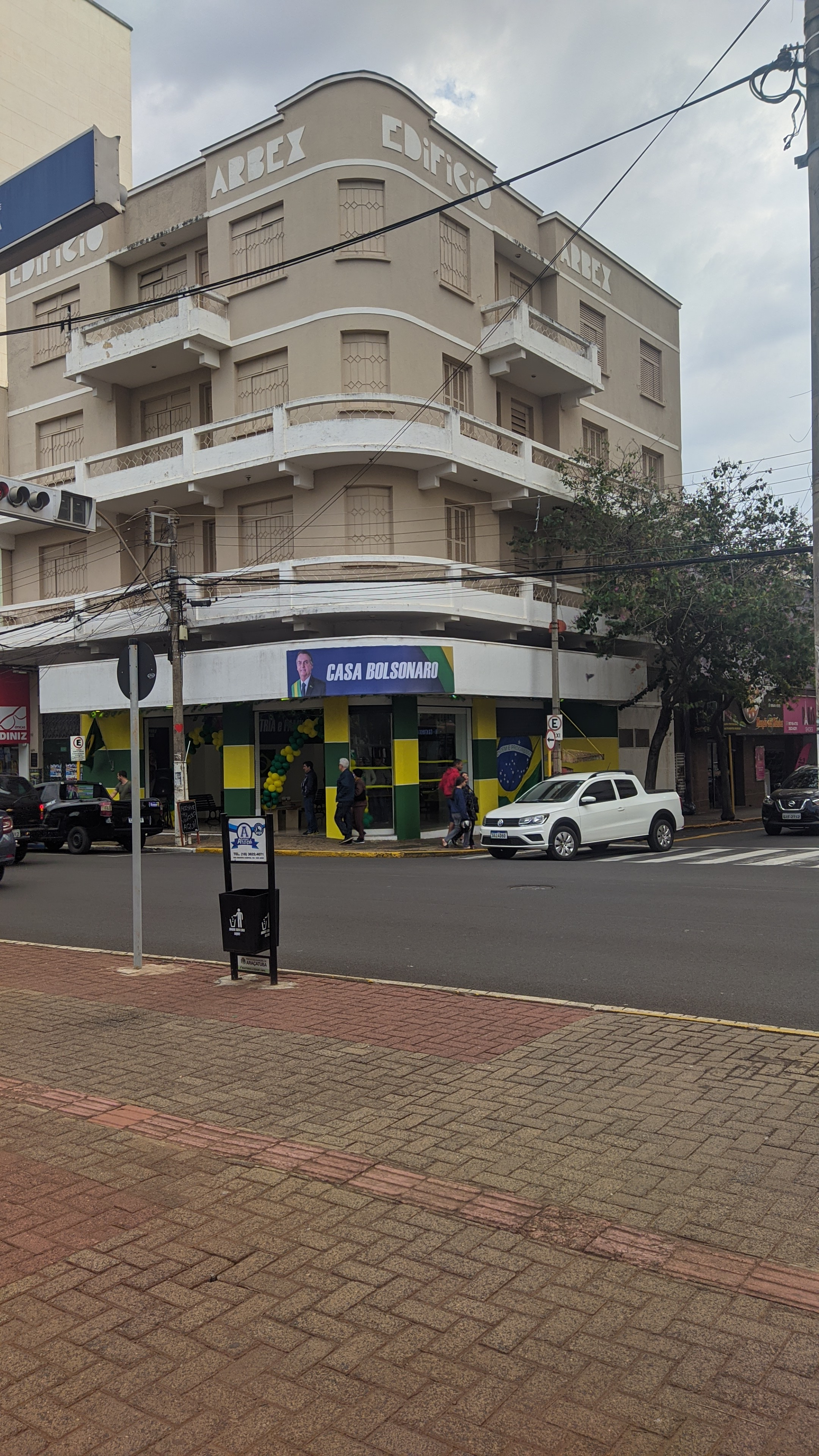
Casa Bolsonaro - Local para divulgação de campanha em Araçatuba, São Paulo

No dia 8 de agosto, Bolsonaro participou do Flow Podcast, onde teceu críticas ao Supremo Tribunal Federal (STF) e à Petrobras. A transmissão atingiu um pico de mais de 558 mil telespectadores.

### Doadores de campanha
O produtor rural Oscar Luiz Cervi doou R$ 1 milhão, tornando-se o maior doador da campanha, superando Nelson Piquet, que havia doado R$ 501 mil. Dos dez maiores doadores, apenas Piquet não tem ligação com o agronegócio.
- Gilson Lari Trennephol, diretor-presidente da Stara, agropecuarista, doou R$ 350 mil
- Cirineu de Aguiar, produtor rural, doou R$ 150 mil
- Helmute Lawisch, suplente de deputado federal e presidente do Sindicato Rural de Lucas do Rio Verde condenado em 2005 à prisão por apropriação indevida de mais de 6,6 mil toneladas de grãos de milho entre as safras de 92/93 e 93/94 pertencentes à Companhia Nacional de Abastecimento (Conab),[12] doou R$ 100 mil
- Maurício Tonhá, presidente da Estância Bahia Leilões, é conhecido nacionalmente, principalmente nos meios pecuários, doou R$ 100 mil
- Luiz Alberto Gotardo, construtora Grupo Gotardo do Espírito Santo, doou R$ 100 mil
- Angelo Carlos Maronezzi, Diretor da Agro Norte Pesquisa e Sementes, doou R$ 50 mil
- José Odemir Spaggiari, da Agropecuária Katispera, doou R$ 20 mil

## Apoio

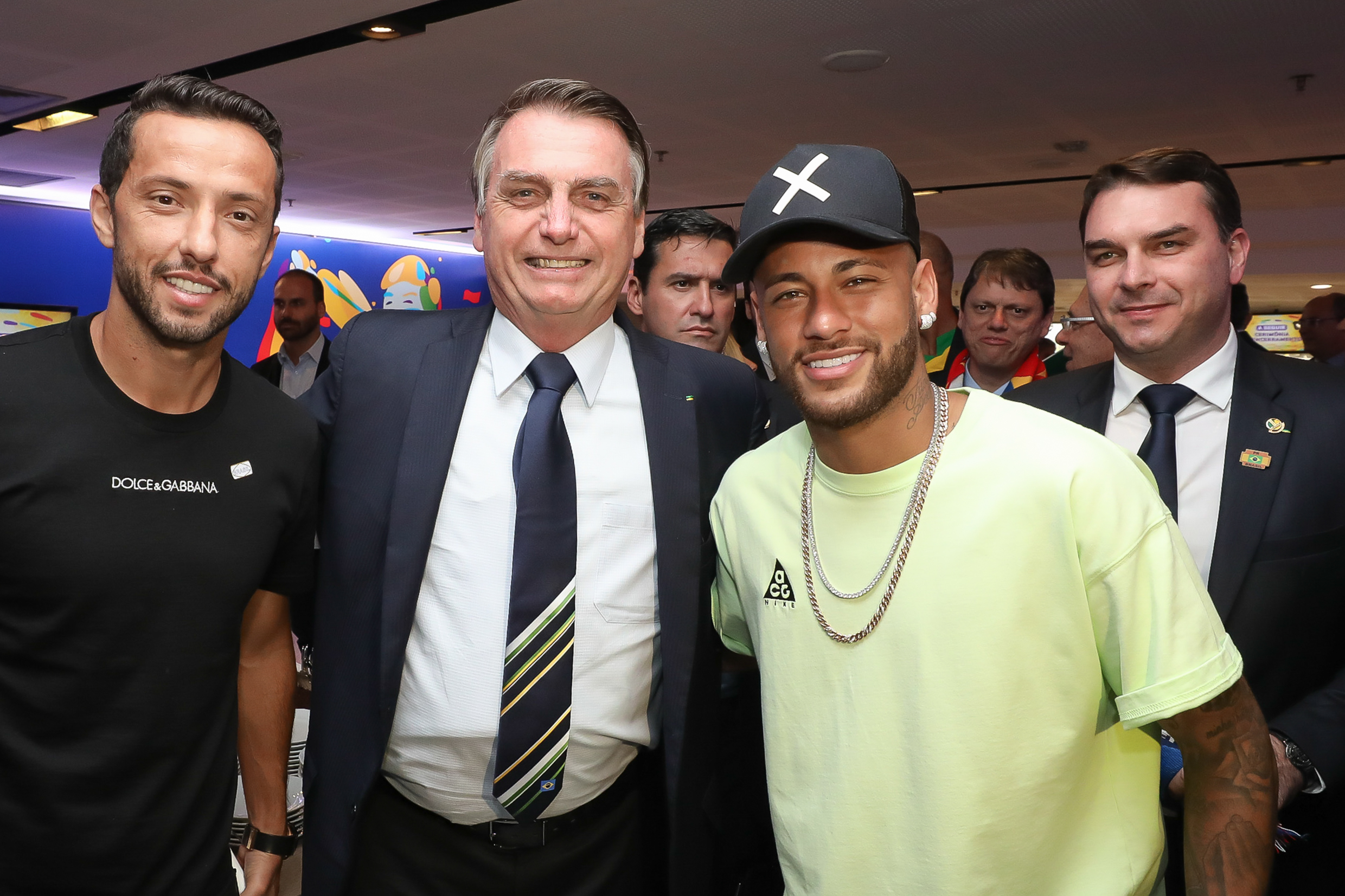
Em setembro de 2022, o astro do futebol brasileiro Neymar anunciou seu apoio a Jair Bolsonaro na eleição presidencial no Brasil de 2022.

Celebridades que declararam apoio à campanha presidencial de Jair Bolsonaro, com grandes números de seguidores nas redes sociais Twitter, Instagram e Facebook, estão: Neymar, Gusttavo Lima, Netinho, Zé Neto & Cristiano, Nattan, DJ Chris no Beat, Sorriso Maroto, Léo Santana, Marcynho Sensação, George Henrique & Rodrigo, Léo & Raphael, Ícaro e Gilmar, Clayton e Romário, Bruno & Marrone, Ronaldinho Gaúcho, Ratinho, Zezé Di Camargo, Amado Batista, Andressa Urach, Latino, Antônia Fontenelle, Chrystian, Sérgio Reis, Ney de Oliveira Cotrim, Humberto Martins, Glória Perez e Thiago Gagliasso.

## Candidatos
Os seguintes políticos anunciaram a sua candidatura. Os partidos políticos tiveram até 15 de agosto de 2022 para registrar formalmente os seus candidatos.
| Coligação Pelo Bem do Brasil                                                  |                                                                             |
| Logo of Workers' Party                                                        |                                                                             |
| Bolsonaro                                                                     | Braga Netto                                                                 |
|                                                                               |                                                                             |
| para presidente                                                               | para vice-presidente                                                        |
| Presidente da República desde 1° de janeiro de 2019 até 1º de janeiro de 2023 | Ministro da Defesa do Brasil de 29 de março de 2021 até 1° de abril de 2022 |
| Integrantes: - Partido Liberal, - Republicanos, - PP                          |                                                                             |

## Resultado da eleição

### Eleições presidenciais
| Ano de eleição | Candidato      | Primeiro turno      | Primeiro turno      | Segundo turno       | Segundo turno       | Resultado  |
| Ano de eleição | Candidato      | # do total de votos | % do total de votos | % do total de votos | % do total de votos | Resultado  |
| -------------- | -------------- | ------------------- | ------------------- | ------------------- | ------------------- | ---------- |
| 2022           | Jair Bolsonaro | 51.072.345          | 43,20%              | 58.206.354          | 49,10%              | Não eleito |

## Condenações
Em 28 de setembro de 2023, o Tribunal Superior Eleitoral (TSE) multou o ex-presidente Jair Bolsonaro em 10 mil reais por impulsionar propaganda negativa contra o então Luiz Inácio Lula da Silva nas eleições presidenciais de 2022.
Em 8 de fevereiro de 2024, o Tribunal Superior Eleitoral (TSE) condenou Jair Bolsonaro a pagar 15 mil reais de multa por entender que ele divulgou "informações que associavam o então candidato Luiz Inácio Lula da Silva (PT) ao crime organizado na eleição de 2022".
Em 24 de julho de 2025, o Tribunal de Justiça do Distrito Federal condenou Jair Bolsonaro a pagar 150 mil reais por fala sobre um encontro com meninas venezuelanas durante a campanha eleitoral de 2022.